# 摇啊摇
摇啊摇，摇到外婆桥，又名“摇啊摇”、「搖搖搖」、“外婆桥”，江南、嶺南地区流行童谣，各地歌词版本不一，但都以“摇啊摇，摇到外婆桥”或“摇摇摇，摇到外婆桥”开头，其中后者常见于广东等粤语地区。

## 各地版本

### 上海
- 版本一

摇啊摇，摇啊摇，摇到外婆桥，外婆叫我好宝宝，一只馒头一块糕。
- 版本二

摇啊摇、摇到外婆桥，外婆叫我好宝宝。糖一包，果一包，外婆买条鱼来烧。头勿熟，尾巴焦，盛在碗里吱吱叫，吃拉肚里呼呼跳。跳啊跳，一跳跳到卖鱼桥，宝宝乐得哈哈笑。
- 版本三

摇啊摇、摇到外婆桥，外婆叫我好宝宝。请吃糖，请吃糕，糖啊糕啊莫吃饱。少吃滋味多，多吃滋味少。
- 版本四

摇啊摇、摇到外婆桥，外婆叫我好宝宝。我叫外婆洋泡泡，外婆骂我小赤佬！

### 宁波
- 版本一

摇呀摇，摇到外婆桥。外婆来该访棉花，舅舅来该摘枇杷，舅姆树上拗朵花，跷得跷得走人家。人客来莅勿泻茶，咯啰咯啰辱人家。
- 版本二

摇呀摇，摇到外婆桥。外婆来该访棉花，舅舅来该摘枇杷，看见人客嘎嘎笑，又搭矮凳又倒茶。糖一包，果一包，还有三块黄年糕。

### 廣東、港澳
- 版本一

搖搖搖，搖到外婆橋，外婆話我好寶寶，問我媽媽好唔好，我話媽媽好。
- 版本二

搖搖搖，搖到外婆橋，外婆話我好寶寶，畀一毫子我買紅棗。
- 版本三

搖搖搖，搖到外婆橋，外婆話我好寶寶，我話外婆光頭佬。

### 其它版本、台灣
- 版本

搖啊搖，搖啊搖，船兒搖到外婆橋，外婆好，外婆好，外婆對我嘻嘻笑。搖啊搖，搖啊搖，船兒搖到外婆家，外婆說、好寶寶，外婆給我一塊糕。

### 马来西亚利民达
- 版本一

摇啊摇，摇到外婆桥。外婆叫我好宝宝。糖一包，果一包，还有饼儿还有糕。你要吃，就动手，吃不完，拿着走。